# Ryan Beatty
Ryan Kevin Beatty, né le 25 septembre 1995, est un chanteur américain.

## Discographie

### Albums
- 2018 : Boy in Jeans
- 2020 : Dreaming of David

### EP
- 2012 : Because of You
- 2013 : Ryan Beatty

## Distinctions
En 2012, il est nommé aux Teen Choice Awards dans la catégorie Star du web.

## Vie privée
Ryan Beatty est ouvertement homosexuel.